# Юрій-Франц Кульчицький
Ю́рій Франц Кульчи́цький гербу Сас (нім. Georg Franz Kolschitzky, пол. Jerzy Franciszek Kulczycki, 1640, Кульчиці, Руське воєводство — 20 лютого 1694, Відень) — руський шляхтич, перекладач та розвідник польського короля Яна Собеського, герой Віденської битви (1683). Згодом віденський підприємець, власник однієї з перших віденських кав'ярень. Вважається автором рецепту віденської кави та популяризатором у Європі цього напою. 

## Гіпотези походження
Походив із української шляхетної родини Кульчицьких-Шелестовичів з села Кульчиці, Руського воєводства. З цього села, крім Юрія Кульчицького, походять три козацькі гетьмани:
- Петро Конашевич-Сагайдачний — гетьман Війська Запорізького у 1616—1622.
- Марко Жмайло-Кульчицький — гетьман реєстрового козацтва у 1625.
- Павло Бут (Павлюк) — гетьман запорізького козацтва у 1637—1638.

Як пише польський дослідник Зиґмунт Абрагамович (Польський біографічний словник, 1970), є мало документів, джерел про Ю. Кульчицького, через що його етнічне походження було предметом суперечок.
Український дослідник О. Грицай стверджує, що він був православним, як запорожець брав участь у поході на османів, потрапив у полон.
І. Німчук: «Був православним українцем, і ще нині живуть потомки його родини, які носять предикт: Шелестович. [Походив із] шляхетського села, славного тим, що видало багато свідомих українських інтелігентів Кульчицьких… Кульчицькі-Саси до кінця XVII ст. оставали в православію».
Згідно з друкованими за життя Юрія Кульчицького виданнями, він, за його словами, «був родовитим поляком … з королівського польського вільного містечка Самбора». Його друге ім'я, яке не використовували православні та греко-католики, вказує на його належність до спольщеного руського (тобто українського) шляхетського роду гербу Сас латинського обряду.
Австрійські й угорські дослідники (зокрема, Е. Палучі) твердили, що він — серб Джуро Кольчіч (Kolcsics) із Зомбору, а твердження про належність до шляхти Речі Посполитої мало на меті уникнути репресій, яких зазнавали серби (у 1678 році йому, прибульцю зі Сербії, загрожувало вигнання з Відня разом з осілими тут сербськими купцями, які були конкурентами місцевих, через звинувачення в шпигунстві на користь османів).

## Короткий життєпис
Народився близько 1640 р. у сім'ї дрібного шляхтича в селі Кульчиці-Шляхотські біля Самбора.
У 1648—1652 рр. навчався у Самбірській церковній школі. За легендою, замолоду пішов на Січ, під час одного з походів потрапив у османський полон, де досконало вивчив османську мову й звичаї (зокрема, звичай пити каву). За іншою версією, ніколи не був козаком і ніколи не служив у війську.
За однією з легенд, у юності на навчанні страждав постійними мігренями, від яких його врятував східний знахар, напоївши кавою.
Був поліглотом — знав османську, угорську, сербську, румунську і німецьку мови.
Приблизно у 1673—1678 роках працював перекладачем (товмачем) для белградського відділення віденської Східної Торговельної Компанії (Orientalische Handelskompagnie). Збагатившись на цій посаді, перебрався до Леопольдштадту під Віднем, а невдовзі — до самого Відня, де відкрив власну торгову компанію. Торгував східними товарами: килимами, шовком, перлами та ювелірними виробами.
У 1678 році покинув свою торговельну діяльність і став надвірним австрійським кур'єром між Габсбурзькою монархією та Османською імперією. Під час війни з османами у 1684 році підписувався як «Цісарський придворний кур'єр у Туреччині».

### Віденська відсіч 1683 року
31 березня 1683 року султан Османської імперії Мехмед IV офіційно оголосив про початок чергової «священної війни з невірними». 7 червня того ж року на військовій раді в місті Дьєр (у завойованій османами Угорщині) було ухвалено — йти на Відень. 14 липня почалася облога столиці Габсбургів 200-тисячною османською армією під проводом великого візира Кара-Мустафи. Місто обороняли 16 тисяч вояків під проводом австрійського графа Ернста Рюдиґера фон Штаремберга (Ernst Rüdiger von Starhemberg), використовуючи потужні міські укріплення. Оточені відчайдушно чинили опір. Внаслідок тривалої облоги, у місті почався голод, епідемії, серед мешканців – відчай і паніка. Коли міська влада вже готова була здати Відень османам, Рюдиґер Штаремберг вирішив просити про невідкладну допомогу цісаря Леопольда I і герцога Карла V Лотарингського. Для цього через зайняті ворогом терени необхідно було послати когось, хто знав би османську мову і османські звичаї. Але всі кур'єри, яких посилали з листами, потрапляли до рук османів. Становище обложених ставало безнадійним.

### Подвиг і нагорода
Коли почалася облога Відня, Юрій Кульчицький взяв активну участь в обороні міста, але був поранений у бою. Загоювати рани йому допомагала Марія Мейер, з якою він після перемоги над османами одружився.
Коли ситуація у Відні загострилася, почалися хвороби й не вистачало харчів, Юрій Кульчицький зголосився пробратися через табір османів, щоб зв'язатися з герцогом Лотаринзьким Карлом V. Перебраний на османського купця, разом зі слугою-сербом Юрієм Михайловичем (Đorđe Michajlović), пізнього вечора 13 серпня вони вийшли через одну з західних брам (Шоттентор). Дорогою вони були змушені перечекати до ранку сильний дощ. Вранці пішли через ворожі лінії, наспівуючи османські пісні. Османський ага, побачивши, як вони змокли, навіть запросив їх до свого шатра обсохнути. Під час розмови вони розповіли, нібито торгують виноградом, і ага навіть порадив їм, як уникнути небезпек. При наближенні до Дунаю, який треба було переплисти, кур'єри були обстріляні австрійцями, які прийняли їх за османів. Недовіра до кур'єрів зникла лише після прочитання принесених із Відня листів.
Зв'язавшись з герцогом лотаринзьким Карлом, пара зуміла вранці 17 серпня повернутися іншим шляхом до Відня та переказала герцогову обіцянку швидкої військової допомоги. Про щасливе повернення Кульчицького до Відня обложені дали знати австрійським військам сигнальними ракетами з вежі собору св. Стефана. Завдяки цим відомостям міська рада змінила свій намір здаватися османській армії, а натомість продовжувати боротьбу з подвійним завзяттям.

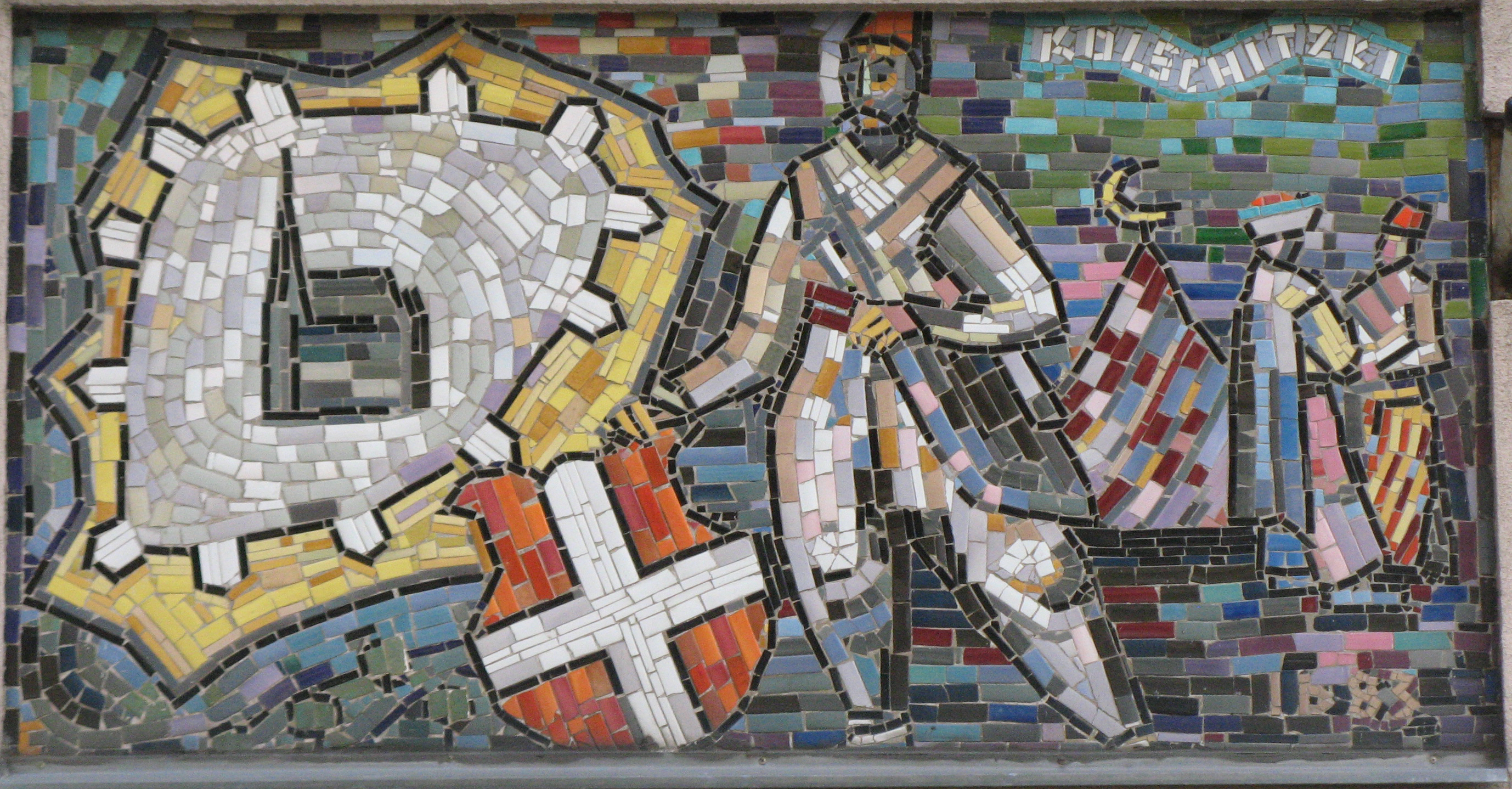
«Юрій Кульчицький». Відень, мозаїка у районі Фаворитен, вул. Лаксенбургська, 1-5

12 вересня військо європейських союзників на чолі з польським королем Яном III Собеським зняло облогу Відня. Вдячні городяни визнали Кульчицького героєм, і граф Штаренберг запросив його, щоб віддячити за подвиг (Юрій Михайлович на той час загинув, вдруге пробираючись через ворожі лінії з новим повідомленням до князя Карла). Міська рада нагородила Юрія Кульчицького чималою сумою грошей, подарувала будинок, відзначили його подвиг срібною медаллю. 10 січня 1684 року на своє прохання він отримав титул цісарського перекладача з османської мови («цісарський товмач» — нім. Kaiserlicher Dolmetscher). Із трофеїв, здобутих у османів, Кульчицькому віддали 300 мішків кави, знайдених у захопленому таборі паші Кари Мустафи.

### Віденська кава

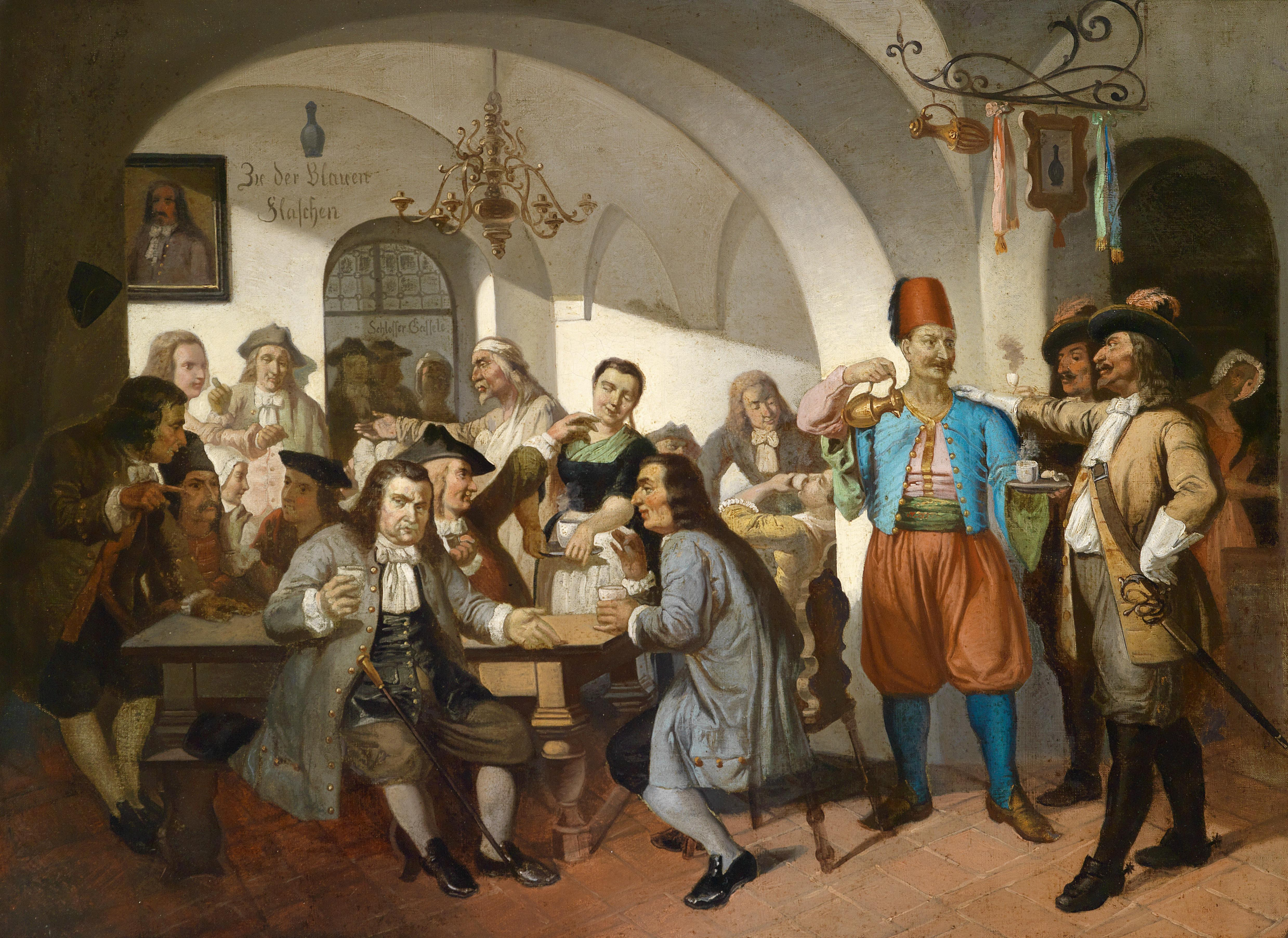
Кав'ярня Юрія Кульчицького «Під синьою пляшкою»

Кульчицький заснував у Відні кав'ярню «Під синьою пляшкою», де каву подавали за особливим рецептом, який тепер відомий як «віденська кава».
Спочатку, одягнений у османський одяг, він носив «турецьку каву» (без цукру) на таці вулицями Відня і пропонував горнятко за один крейцер. Але така кава не дуже подобалася віденцям, і Кульчицький почав експериментувати — спочатку додав цукру, потім молока. Відтак кава Кульчицького сподобалося віденцям, і згодом її почали називати «віденська кава».
Кількість шанувальників кави зростала, і Кульчицький відкрив у Відні каварню «Під синьою пляшкою» — в кравецькому ряду біля собору, за адресою Домгассе, 6. З часом його каварня перетворилася на одне з найпопулярніших місць міста. Відвідувачів Кульчицький завжди обслуговував у османському вбранні, чим додавав оригінальності кав'ярні.
Автором цієї історії був католицький священик Ґотфрід Уліх (Gottfried Uhlich), який оповів її у своїй книжці «Історія другої турецької облоги», виданій 1783 року.
Часто стверджують, що відкрита 1683 року каварня Кульчицького була першою у Відні (хоча, за інформацією австрійського дослідника Карла Теплого, першу кав'ярню у Відні відкрив у 1685 вірменський купець, відомий в Австрії під іменем Йоган Діодато). Каву на той час ще майже зовсім не пили у Східній і Центральній Європі, хоч вона вже поширилась на Заході — першу в Європі кав'ярню відкрили в Італії 1645 року, другу — в Лондоні 1652-го, третю — у Франції 1657-го; кав'ярні в ті часи працювали в Оксфорді та Бостоні. В Україні кава була відома на теренах, зайнятих османами (після 1672 в Кам'янці–Подільському уже пили турецьку каву).
Кульчицький був одружений з Марією Мейєр, яка допомагала йому лікуватися після поранення в 1683 році. Пізніше захворів на сухоти, від яких він помер у віці 54 років. Був похований із великими почестями на центральному кладовищі Відня поблизу собору Святого Стефана.

## Вшанування пам'яті
- 12 вересня 1883 р., на день річниці Віденської відсічі, у Відні на розі вулиці Вибраної (Favoritenstraße, 64) та провулку Кульчицького (Kolschitzkygasse) відкрито пам'ятник Кульчицькому. Пам'ятник зображає Кульчицького, який тримає тацю та кавник, завдяки популярній легенді він вважається охоронцем віденських кав'ярень. 48°11′17.27″ пн. ш. 16°22′22.33″ сх. д. / 48.1881306° пн. ш. 16.3728694° сх. д.
- 28 серпня 2010 р. запорозькому козакові Юрію Кульчицькому було відкрито пам'ятник у його рідному селі Кульчиці, що на Самбірщині, Львівської області[9].
- У місті Львів на площі Данила Галицького 22 жовтня 2013 року урочисто відкрито пам'ятник Кульчицькому[10].
- У місті Відень одну з вулиць названо на честь Юрія Кульчицького.
- У місті Хмільник вулицю Ватутіна перейменували на вулицю Юрія Кульчицького.

## Світлини

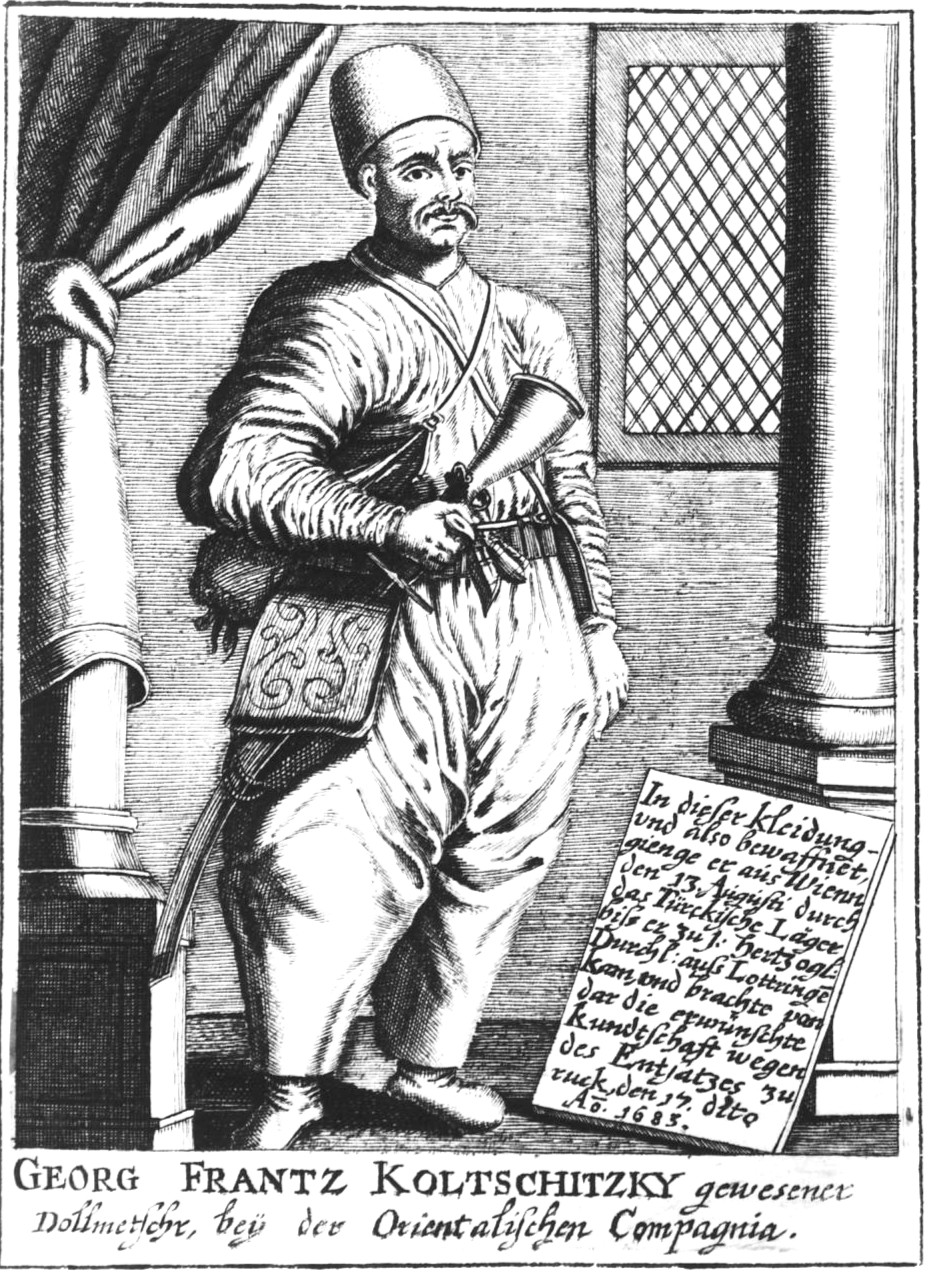
Юрій Кульчицький. Гравюра (1683)
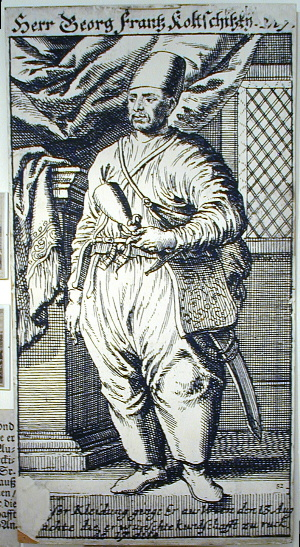
Розвідник Юрій Кульчицький під час облоги Відня (1684)
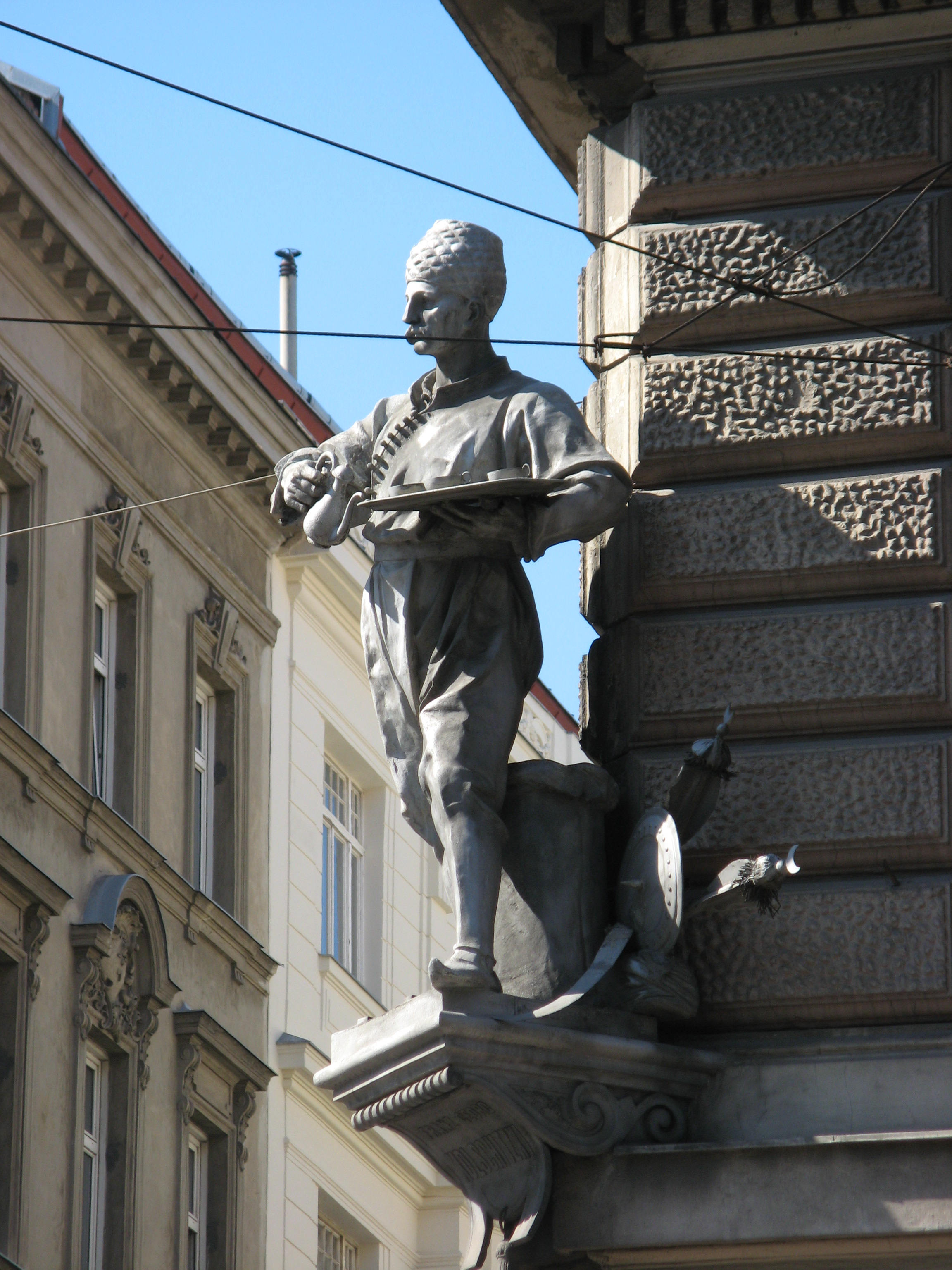
Пам'ятник Кульчицькому у Відні
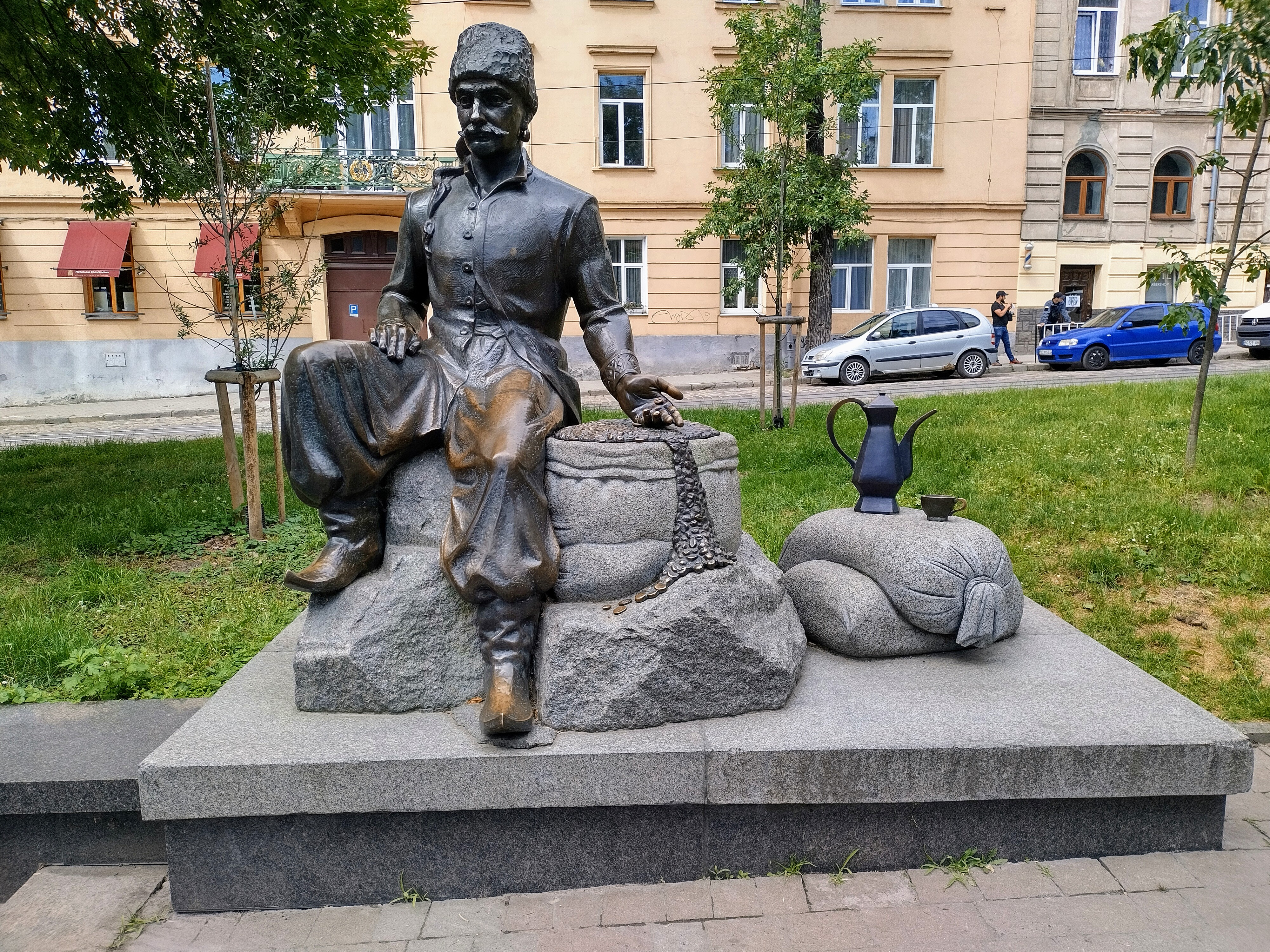
Пам'ятник Кульчицькому у Львові